# 歴史的城塞都市カルカソンヌ
「歴史的城塞都市カルカソンヌ」は、フランス南西部の都市カルカソンヌのうち、城壁に囲まれた部分を指す、ユネスコ世界遺産としての登録名（ID345）。世界遺産登録後は、フランス国内ではモン・サン＝ミシェルに次ぐ年間来訪者数を誇る一大観光名所となっている。
かつては、この部分だけでカルカソンヌ＝シテという独立したコミューンだったが、現在は周辺も含めてカルカソンヌ市となっている（以下、本項目では便宜上「カルカソンヌ」ないし「シテ」はこの旧「カルカソンヌ＝シテ」を、「カルカソンヌ市」は現在のコミューンとしてのカルカソンヌを指すものとする）。
ガロ＝ローマン期から続くこの都市は、オード川右岸に沿って、現在のカルカソンヌ市内南東部に位置しており、ひとつの城（コンタル城）とひとつのバシリカ（サン＝ナゼール大聖堂）を抱えている。

## 歴史
2500年に及ぶカルカソンヌの歴史は、建物の各所に刻まれている。

### ガロ＝ローマン期から西ゴート王国時代
紀元前6世紀以降、この一帯にはガリア人が進出した。そして、のちには古代ローマ帝国の都市として発達した。この頃の城塞都市（オッピドゥム）の面影は、残存する図面などから窺い知ることが出来る。3世紀になると、都市は様々な攻撃にさらされ、城壁の内側に籠城することも見られた。このガロ＝ローマン期の城壁は、現存する城壁の一部として残っているものもある。453年には、西ゴート王国の北部の前線都市となり、508年には、フランク国王クローヴィス1世が、カルカソンヌを奪取するために西ゴート王国を攻撃した。
こうした入植の歴史は、地理的要件に基づく戦略的優位性から説明される。カルカソンヌは、モンターニュ・ノワールとピレネー山脈の間に位置し、かつ地中海と大西洋を結ぶ要衝でもあるのだ。
725年から729年にはシテはムスリムの手に落ちたが、ピピン3世が奪還した。この時期は、歴史の語り部たちに、後述する女領主カルカスの伝説を触発することになった。

### 封建時代
封建制初期は、都市と城塞の拡大期であった。1082年に、トランカヴェル家が権力を握り、カルカソンヌからニームにいたる広大な公国のなかで、都市をまとめ上げていた。アルビ、ニーム、ベジエの子爵ベルナール・アトン・トランカヴェルのときに、カルカソンヌは大いに栄えたが、カタリ派が根付いたのもこの頃だった。
トランカヴェル子爵は1096年にサン＝ナゼール大聖堂の礎石を置くことを許可した。この大聖堂の建材は、ローマ教皇ウルバヌス2世によって聖別されたものであった。1130年には、子爵は城の建造に着手させる一方、ガロ＝ローマン期の城壁の修繕を命じた。この時初めて、カルカソンヌは完全な城壁に取り囲まれた都市となったのである。
しかし、都市は、カタリ派の拡大に対してインノケンティウス3世が命じたアルビジョワ十字軍という形でカペー朝の歴代国王たちの侵攻を受け、1209年には十字軍による攻囲も受けた。レモン・ロジェ・トランカヴェルはすぐに降伏し、城に幽閉されていたときに赤痢で没した。そして、1226年にはカルカソンヌはフランス王領に組み込まれたのだが、この時期はカタリ派の追放に関連して火刑や告発が横行し、都市住民にとっては受難の時代となった。

### 王国領の時代
ルイ9世は、籠城によって戦争を回避するための第二の城塞の建造を命じた。カルカソンヌは、スペイン王に支配されていたアラゴン王国とフランスとの国境紛争の前線地帯に含まれていたからである。この城塞建設以降、シテは戦火にさらされることもなくなり、百年戦争にも耐えた。大胆王フィリップ3世の治下での工事において、ナルボネーズ門、トレゾー塔、サン＝ナゼール門などの建造が行われ、ガロ＝ローマン期の城壁やコンタル城の外堡の修復なども行われた。

### シテの放棄
1659年に、現在につながるフランス・スペイン間の国境線を定めたピレネー条約が締結されたことにより、カルカソンヌは、その軍事的・戦略的地位を喪失した。
それ以降、アンシャン・レジーム、フランス革命期を通じて、シテは兵器や食糧の貯蔵庫として使われ、第一帝政期にも戦火とは無縁の場所となった。

## シテの修復

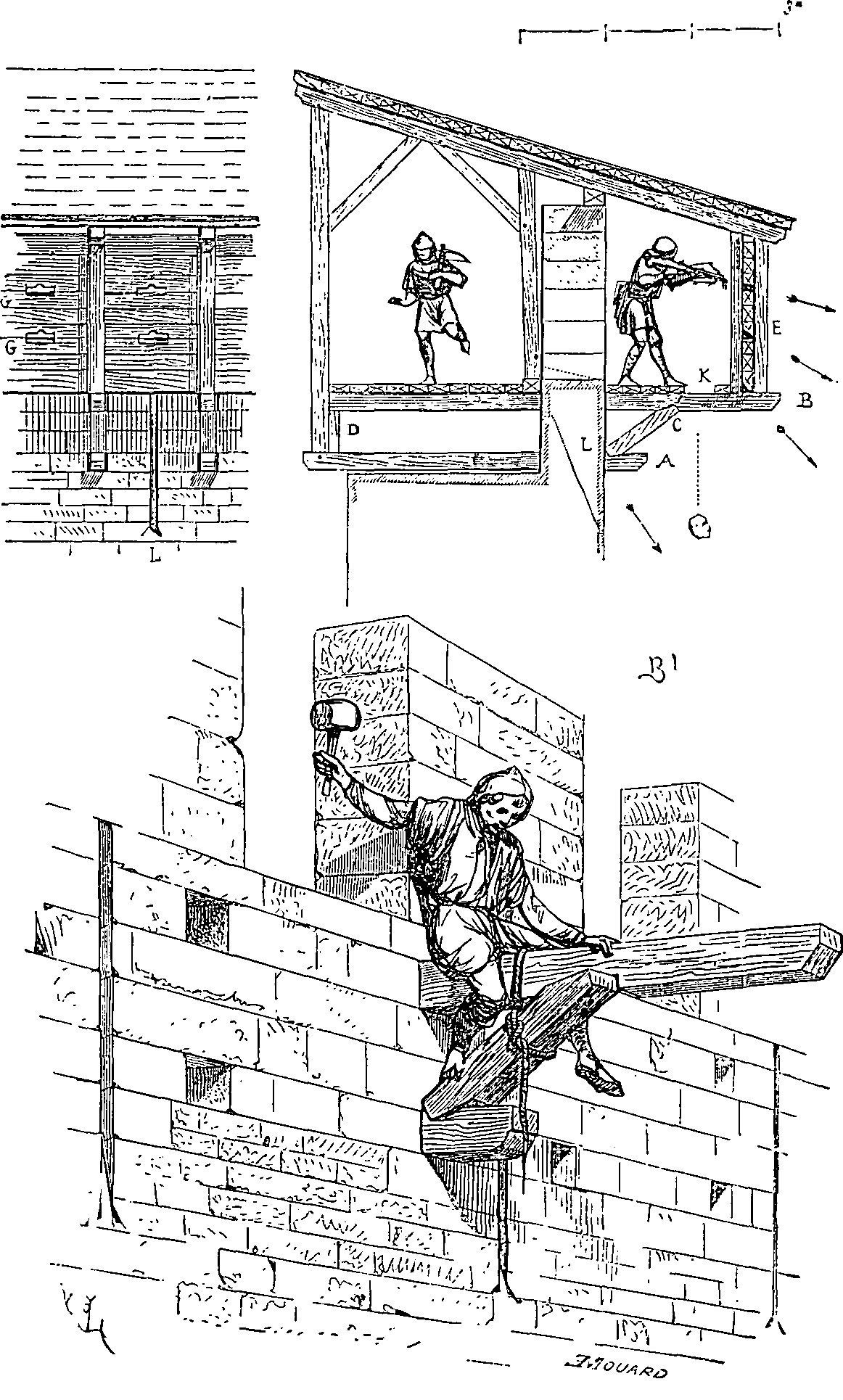
ヴィオレ＝ル＝デュックのスケッチ

### 修復計画の始まり
戦略的な重要性を失ったことによって、シテは状態が悪化していった。19世紀末には、シテ内には112軒を数えるのみであった。塔は荒れ果てていたし、多くが貯蔵庫などに転用されていた。
1850年に、歴史家でもあったシテの名士ジャン＝ピエール・クロ＝メイルヴィエイユによって、シテの破壊は食い止められた。彼は、地元の企業家たちによって、外壁が石材として盗み取られていくことに心を痛めていたのである。また、彼は大聖堂の最初の本格的な発掘を行い、ラデュルフ司教の礼拝堂を発見した。
史跡調査の責任者であった作家プロスペル・メリメも、この朽ちかけたシテに愛着を抱いた。すでにサン＝ナゼール大聖堂の修復作業に着手していたヴィオレ＝ル＝デュックは、併せてシテの修復のための研究も担当することになった。
1853年に、城塞内の西部から南西部にかけて修復工事が始まり、ついでナルボネーズ門の塔やシテの正門の修復も行われた。城塞はあちこちが補強されたものの、修復工事の主眼は、塔の屋根やコンタル城の銃眼・櫓等に向けられていた。ヴィオレ＝ル＝デュックは、城壁に沿った区域の土地収用と建造物の取り壊しも命じた。彼は、シテとその修復に関する数多くのスケッチも遺している。1879年に彼が亡くなると、門下に当たるポール・ベスヴィルバルド (Paul Boeswillwald) が遺志を継いだ。

### 物議をかもした修復

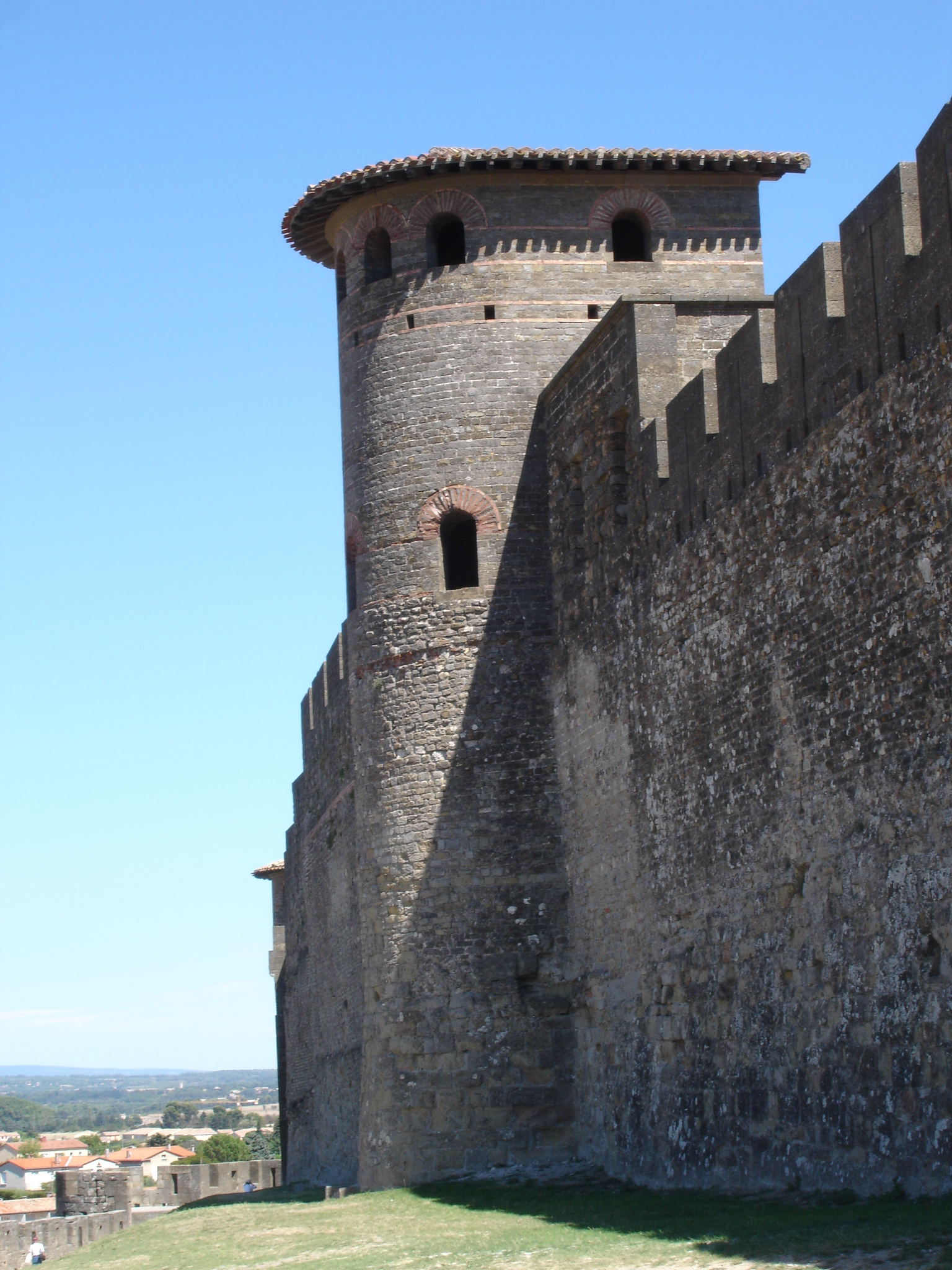
ガロ＝ローマン期の塔

彼らの修復作業は批判を招いた。実際のところ、ヴィオレ＝ル＝デュックやベスヴィルヴァルドの選択が常に適切なものだったわけではない。その典型例は屋根に用いられた建材である。ヴィオレ＝ル＝デュックは、北フランスの城を修復した経験をもとに、スレートを使って尖った屋根をつけた。ところが、カルカソンヌ一帯では、屋根はタイル作りの平らなものが一般的だったのである（右のガロ＝ローマン期の塔の写真参照）。このため、現在目にしている屋根は、シテ本来の屋根とは異なる特徴を持っている。ナルボネーズ門に備わっている跳ね橋も、修復工事の誤りの例とされる。しかしながら、こうした錯誤にもかかわらず、ヴィオレ＝ル＝デュックは、観光客にとっては壮麗なシテの姿を今日においても見せてくれる天才的な建築家とされているのである。

## シテの建築
軍事的な技術はこのシテの建築に影響を及ぼした。その防衛システムは、巨大さ、複合性、保存状態の良好さとで突出したものであり、現存するヨーロッパの城塞の中では最大を誇る。都市には二重の防壁が取り囲んでいる。それらは砂岩製で、全長3000mで53の塔や外堡を含んでいる。

### ガロ＝ローマン期の技術
ガロ＝ローマン期に作られた最初の城壁は、オード川やその渓谷を支配できるようにと岩だらけの突き出た場所に作られたものである。この内部の城壁は今も一部に見ることが出来る。それは規則的な切石とレンガの列で出来ている。このレンガはその柔軟性によって構造物の安定性を保証するものであり、不測の沈下をカバーしうるものである。当時の塔は西側の城壁に見ることが出来る。この塔の上層はアーチ状に大きく開かれているが、これは弓で射たり槍を投げたりするためである。他方で、防衛上の観点から、この解放部には、上下する大きな窓が取り付けられていた。

### 中世の技術
封建制の時代は、1096年からの大聖堂の建築と、12世紀の伯爵城の建造とによって特徴付けられる。伯爵城は元々二棟の建物からなっており、1150年に礼拝堂が加えられ、ちょうど中庭を囲むようにU字型になった。
13世紀を通じて、フランス王たちはシテの外側に第二の城壁を建造するよう命じた。塔が取り囲み、乾いた溝が設置された。その後、二つの城壁の間は矢来 (lice) に改修された。ルイ9世の時にはコンタル城が建て増しされ、オード川沿いに別の城塞都市を建設することも許可された。
内側の城壁は、フィリップ3世とフィリップ4世の時に改修された。この時にナルボネーズ門、サン＝ナゼール門、トレゾー塔などが建造されたのである。これらの建造物は、打ち出し模様の石の使用と壁の高さとに特徴付けられている。

## 女領主カルカスの伝説
「女領主カルカス (Dame Carcas) の伝説」は、カルカソンヌの名の由来を説明しようとするものである。サラセン人の占領下にあった頃、侵略しようとしたカール大帝は市門の前に陣を敷き攻囲戦を行った。この攻囲は五年を超えたが、この時、夫の大公亡き後シテの騎士団を率いていたのが、公妃カルカスであった。
攻囲が六年目に入ったとき、シテの内側では兵糧も水もなくなりかけていた。カルカスは残っているものの一覧を作ろうとしたときに、市民は豚一頭と小麦の袋をもってきた。彼女はこれを見て一計を案じ、豚に小麦を食わせて太らせた上で、塔から市外へと放り捨てた。
これを見たカール大帝とその部下たちは、太った豚を惜しげもなく捨てるのだから、市内にはまだ十分な兵糧があるに違いないと考え、撤退を決めた。カルカスはその勝利を祝福し、町中の鐘を鳴らさせた。撤退中の大帝軍の一人はこう書き記した。「カルカスが鐘を鳴らしている（Carcas sonne ; カルカ・ソンヌ）」と。伝説では、これが市の名前の由来になったのだという。

## ジョゼフ・プー
ジョゼフ・プー（Joseph Poux, 1873年 - 1938年）はこの城塞都市を研究した歴史家で、1923年に『カルカソンヌの城塞都市』を上梓した。この本には、カルカソンヌについて知っているべきことが網羅されている。現在では、城塞の入り口の庭園には、彼の功績を称える石碑が置かれている。

## 世界遺産
シテは1997年に「歴史的城塞都市カルカソンヌ」の名で世界遺産に登録され、夏の4ヶ月間で20万人が訪れる一大観光地となった。

### 登録基準
この世界遺産は世界遺産登録基準のうち、以下の条件を満たし、登録された（以下の基準は世界遺産センター公表の登録基準からの翻訳、引用である）。
- (2) ある期間を通じてまたはある文化圏において、建築、技術、記念碑的芸術、都市計画、景観デザインの発展に関し、人類の価値の重要な交流を示すもの。
- (4) 人類の歴史上重要な時代を例証する建築様式、建築物群、技術の集積または景観の優れた例。

## ギャラリー

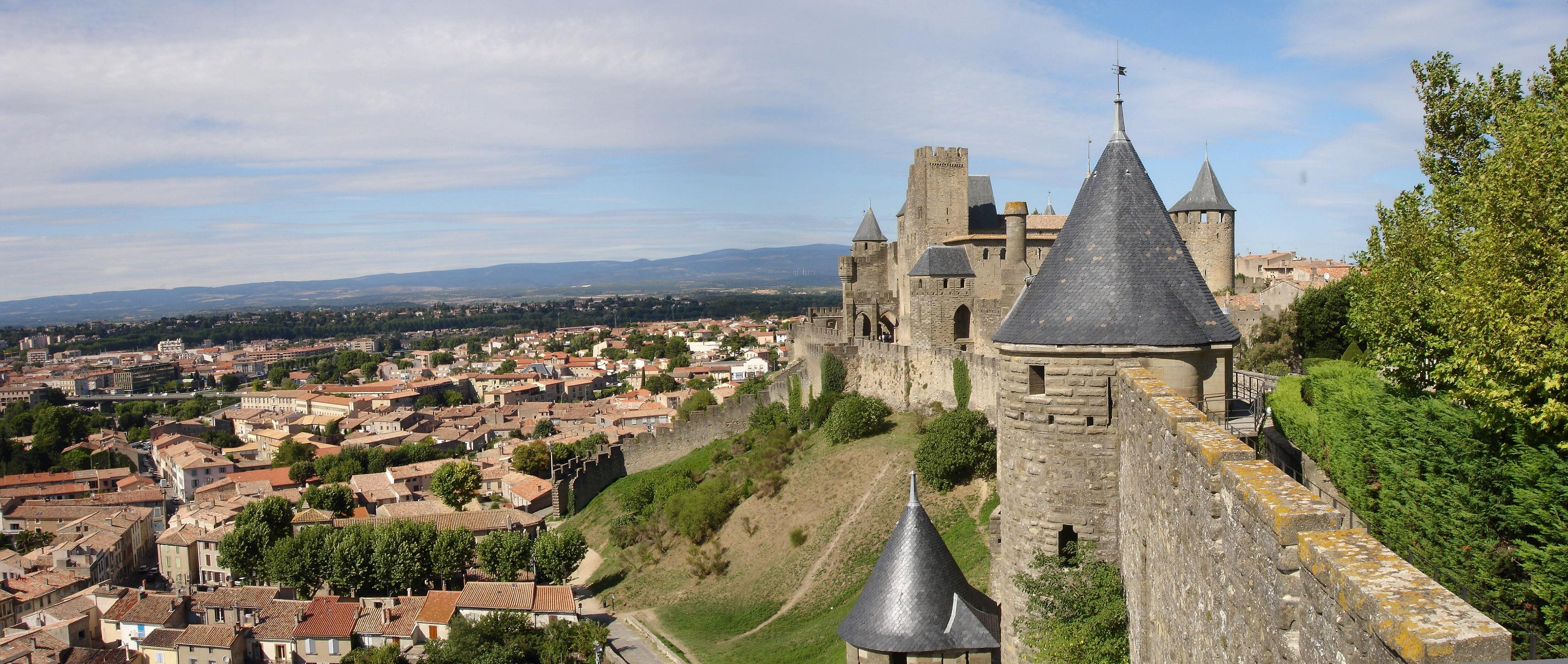
カルカソンヌの城壁

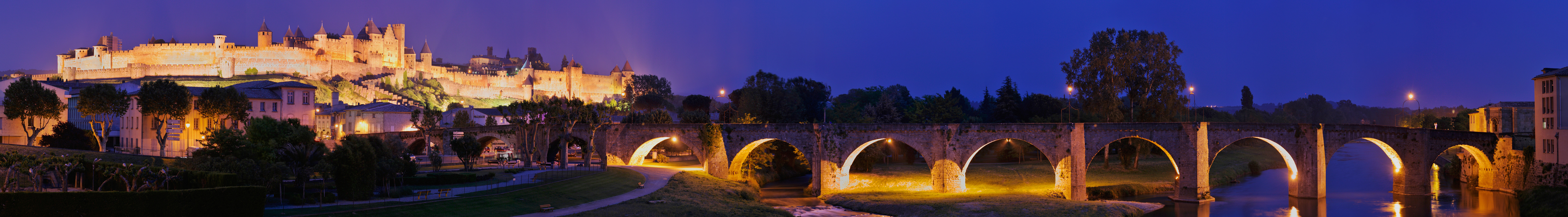
カルカソンヌの城壁都市及びオード川に架かるヴュー橋

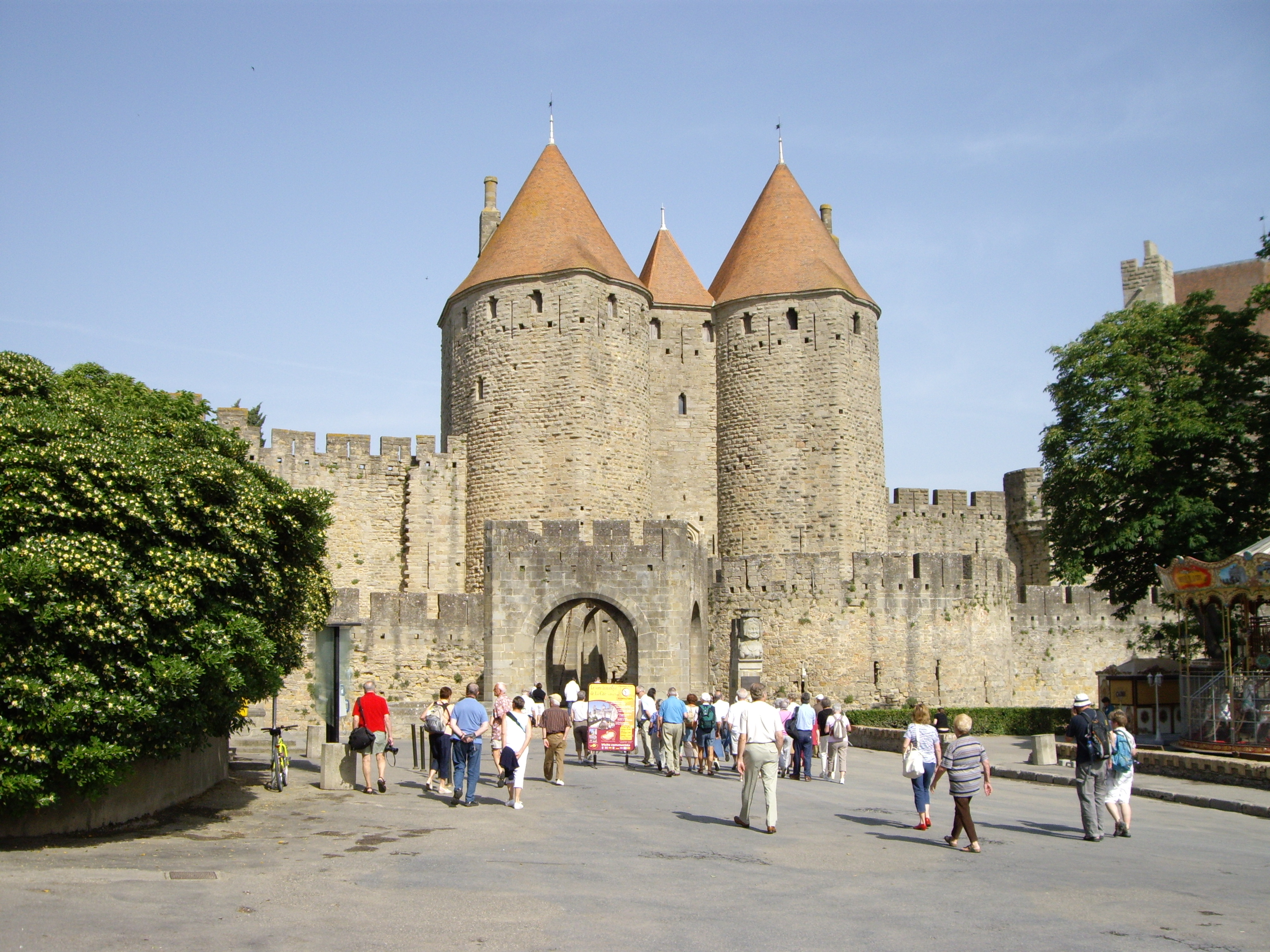
フィリップ3世の治世に建設されたナルボンヌ門
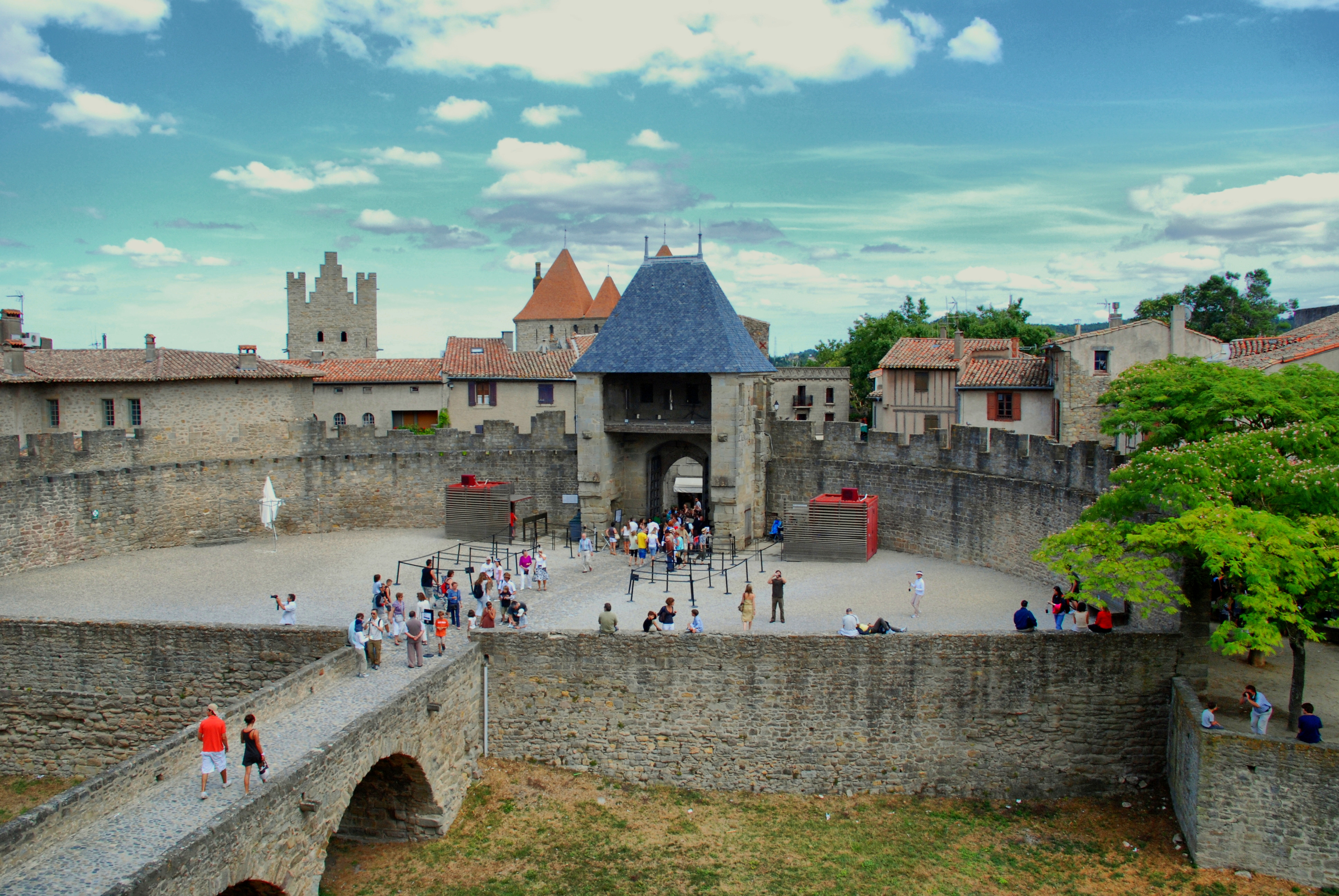
外堡
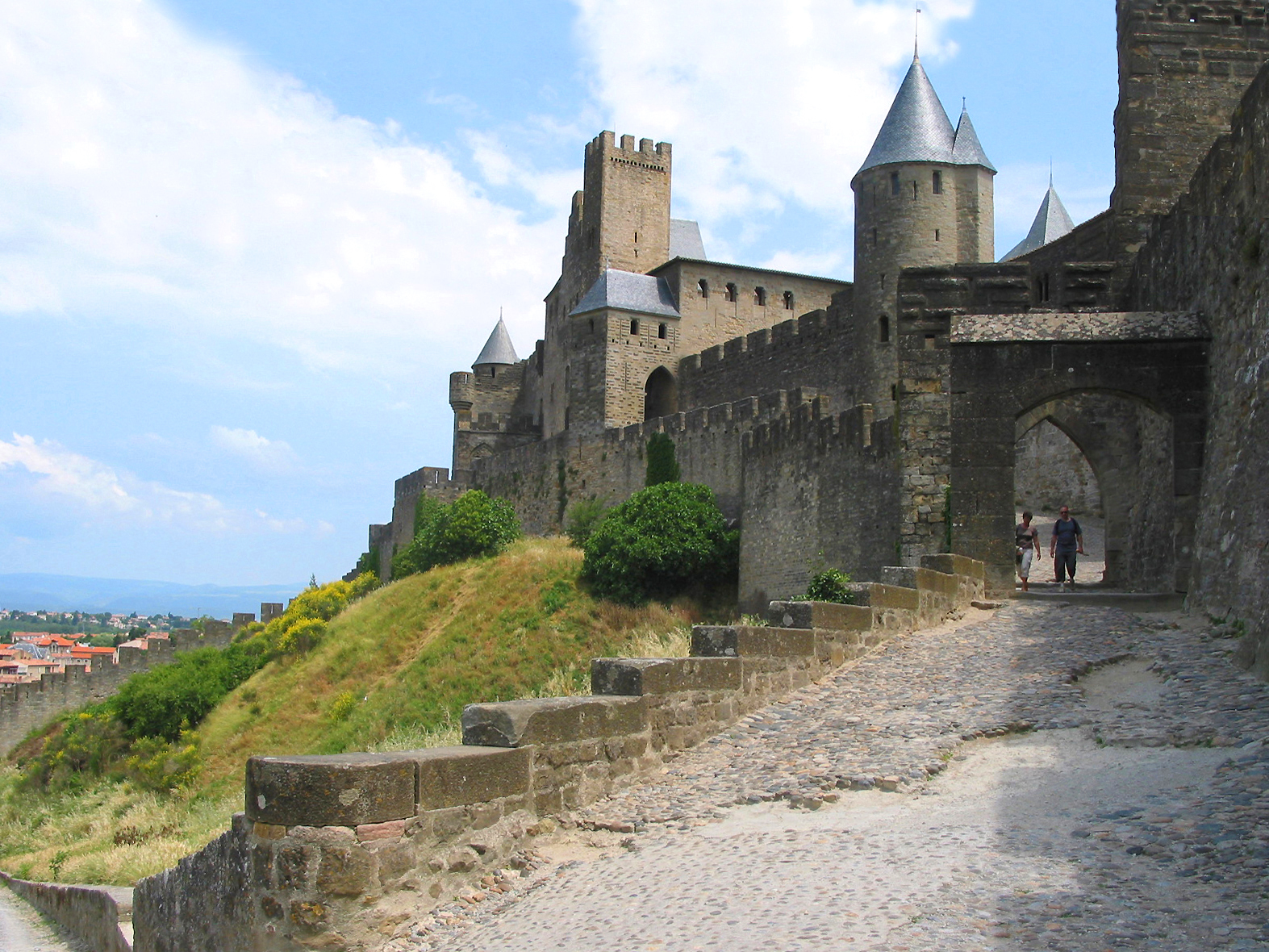
城壁
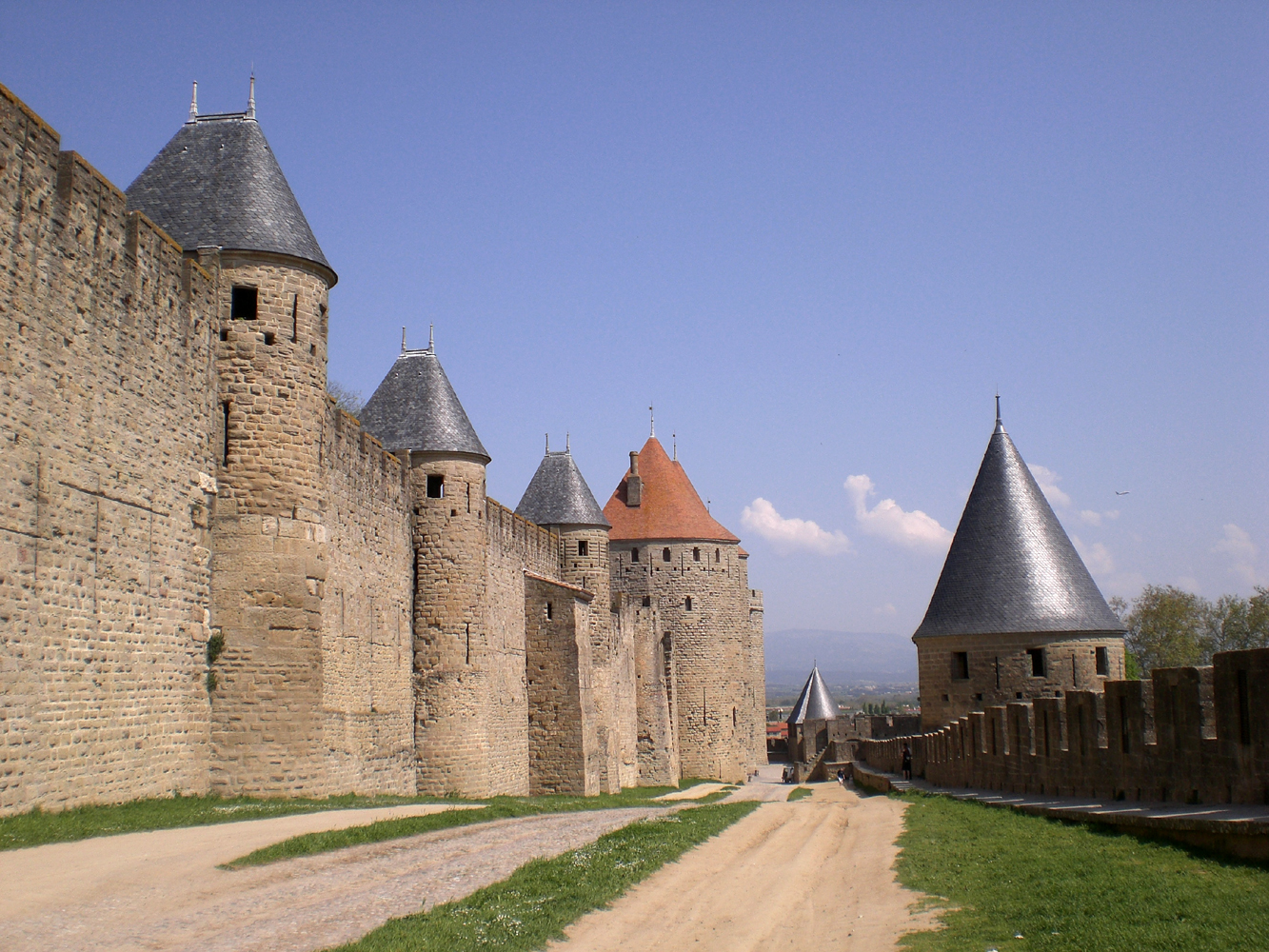
城壁
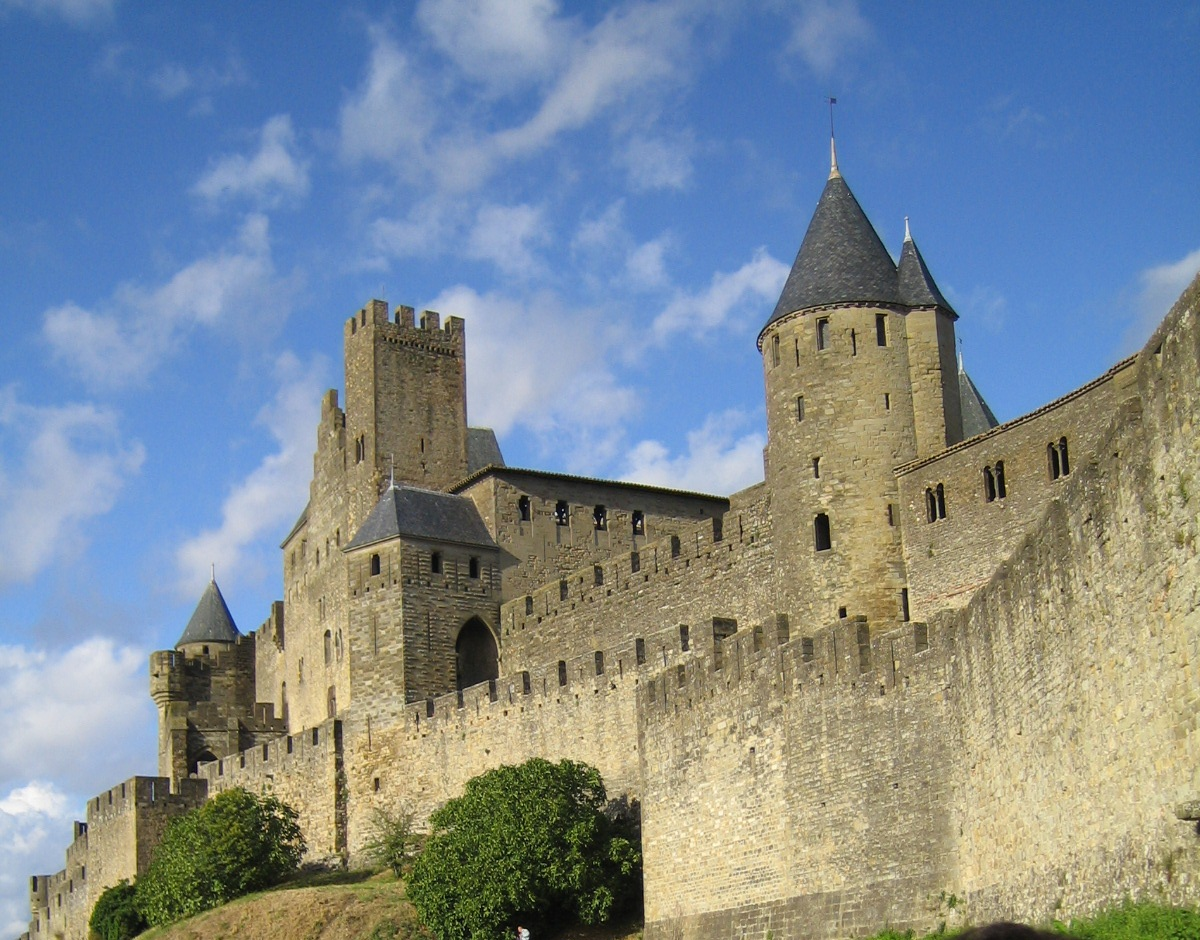
城壁
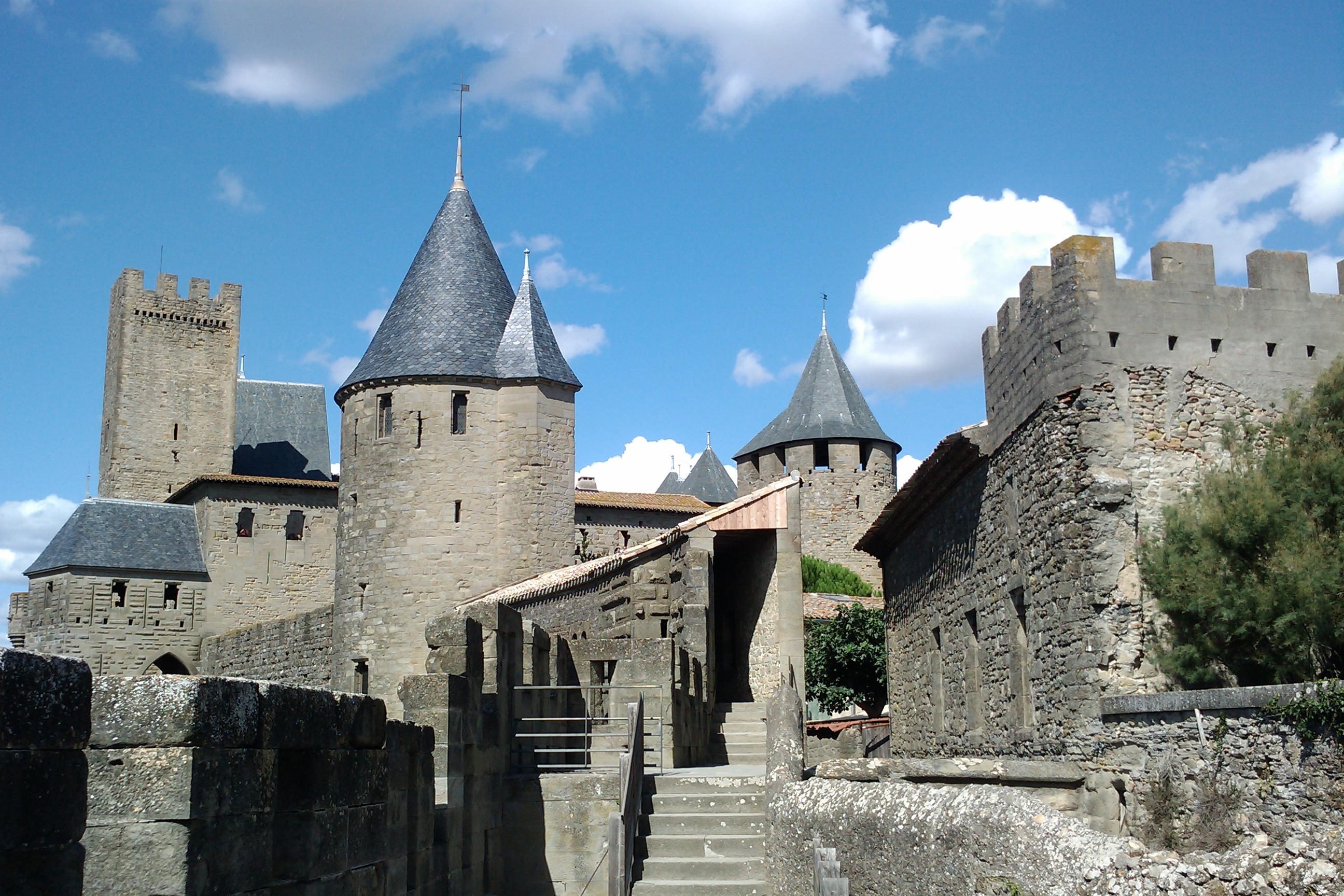
城壁
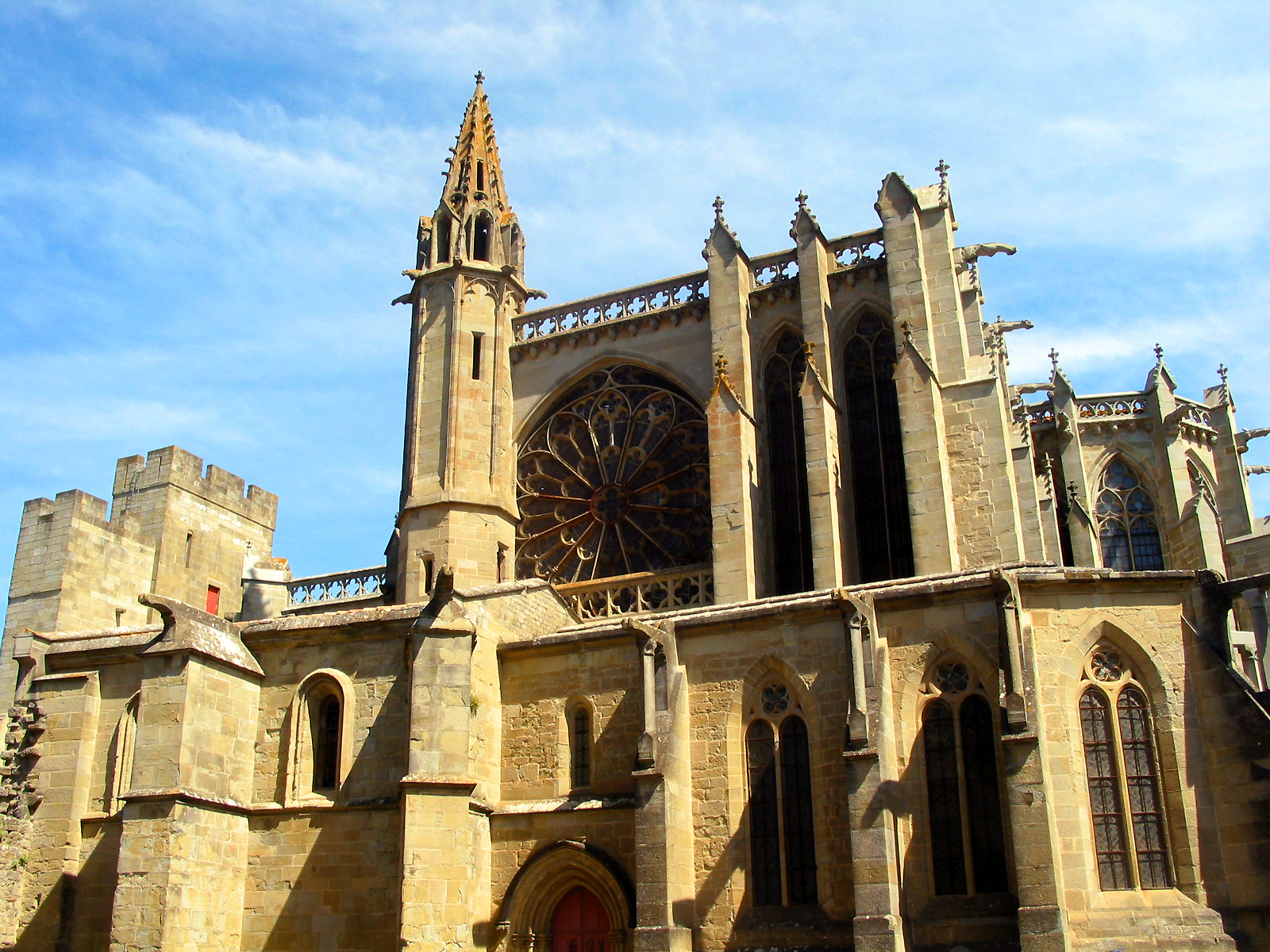
サン＝ナゼール大聖堂
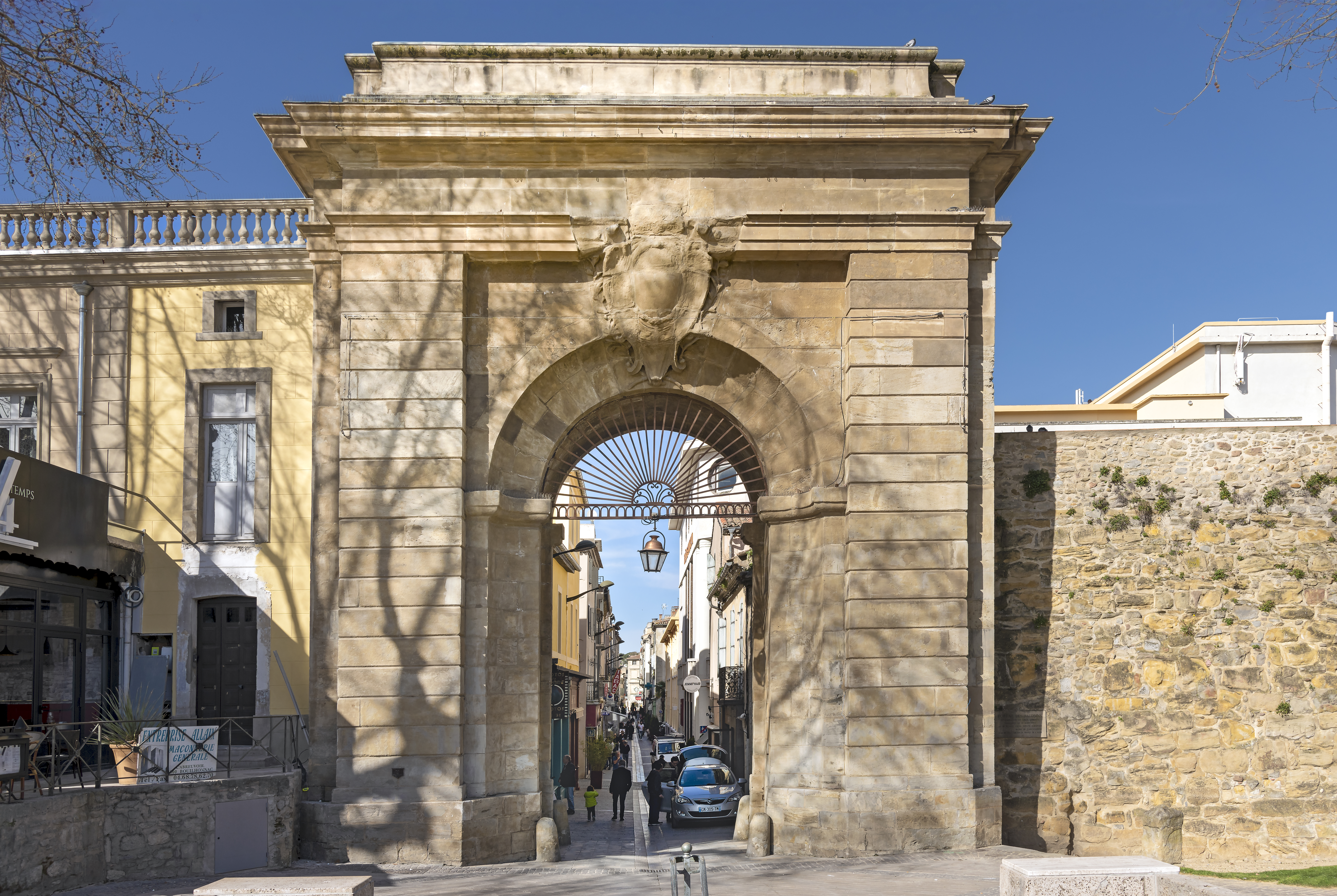
ジャコバン門
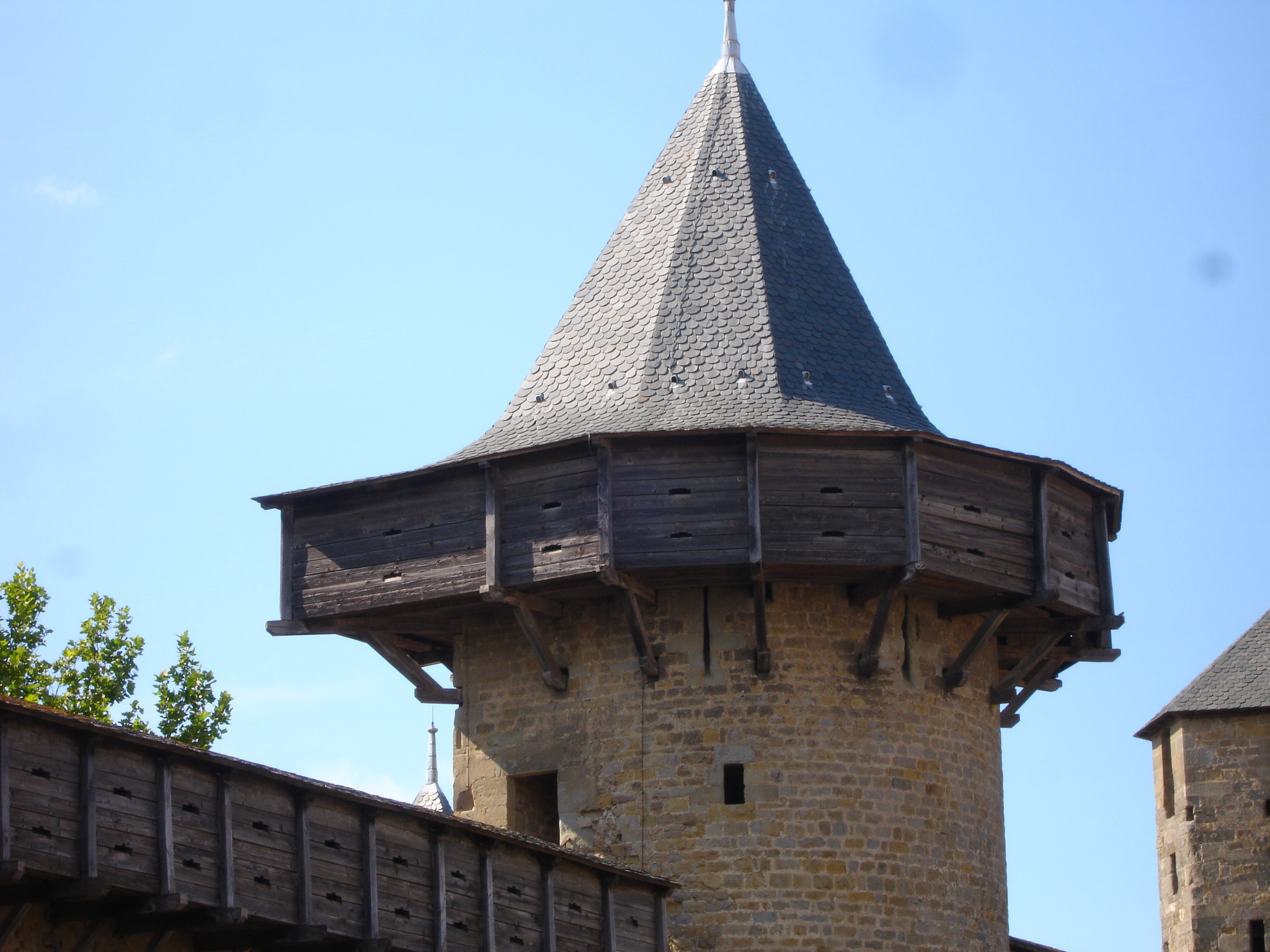
建築家ヴィオレ・ル・デュクにより復元された貯蔵塔
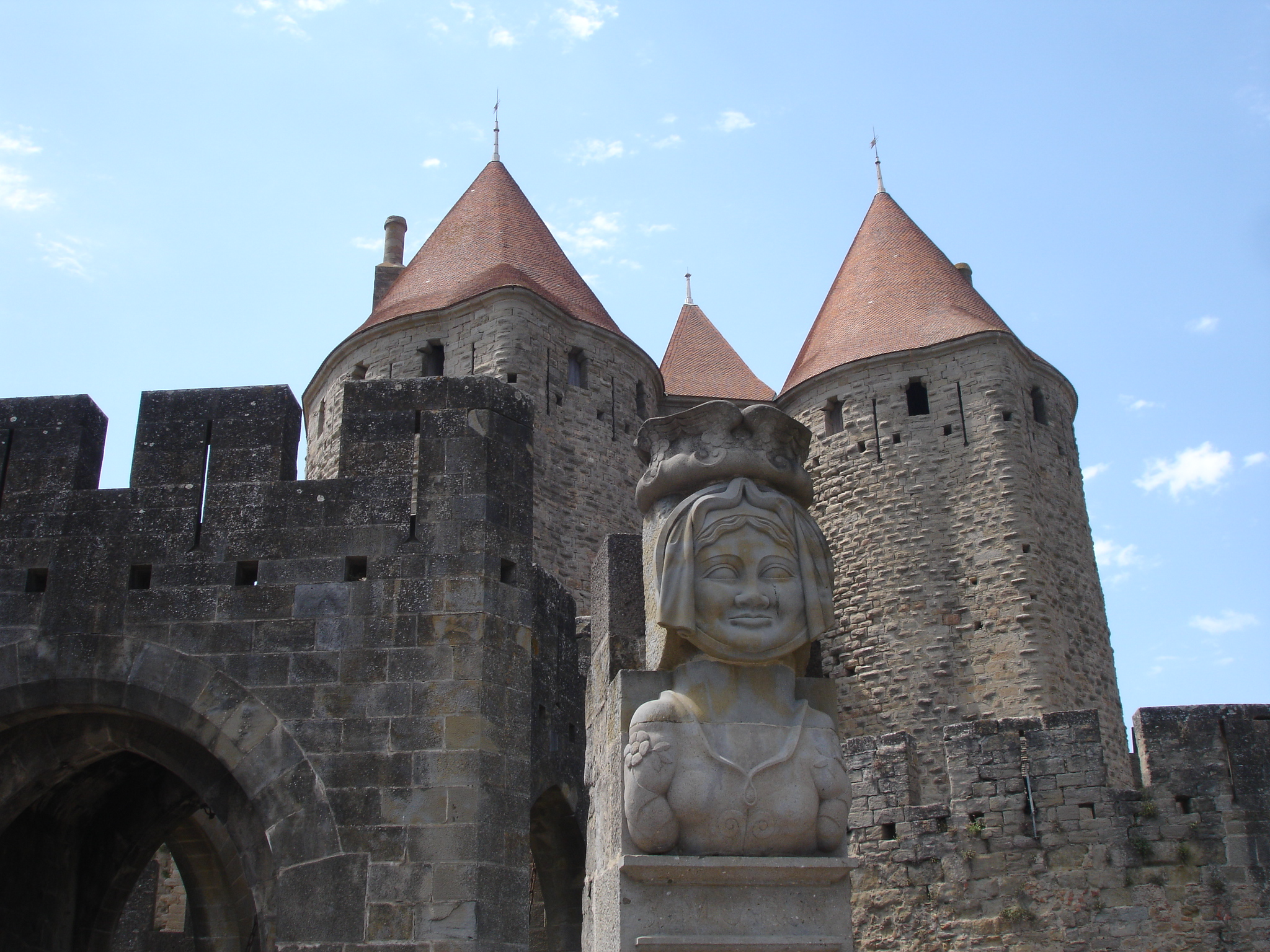
ダム・カルカスの胸像